# Горді Робертс
Гордон Дуглас Робертс (англ. Gordon Douglas Roberts; 2 жовтня 1957, м. Детройт, Канада) — американський хокеїст, захисник.
Виступав за «Нью-Інгленд Вейлерс» (ВХА), «Гартфорд Вейлерс», «Міннесота Норз-Старс», «Філадельфія Флайєрс», «Сент-Луїс Блюз», «Піттсбург Пінгвінс», «Бостон Брюїнс», «Чикаго Вулвс» (ІХЛ), «Міннесота Мус» (ІХЛ).
В чемпіонатах НХЛ — 1097 матчів (61+359), у турнірах Кубка Стенлі — 153 матчі (10+47).
У складі національної збірної США учасник чемпіонатів світу 1982 і 1987 (8 матчів, 1+5); учасник Кубка Канади 1984 (7 матчів, 1+3).
Досягнення
- Володар Кубка Стенлі (1991, 1992)

Нагороди
- Член Зали слави американського хокею (1999)

Тренерська кар'єра
- Асистент головного тренера «Фінікс Койотс» (1997–90, НХЛ).